# Bulbophyllum wadsworthii
Bulbophyllum wadsworthii Dockrill, 1964 è una pianta della famiglia delle Orchidacee originaria delle foreste pluviali del Queensland (Australia nord-orientale).